# Каллей, Яхья
Яхья Каллей (швед. Yahya Kalley; род. 20 марта 2001, Окси, Швеция) — шведский футболист, защитник клуба «Норрчёпинг».

## Клубная карьера
Начинал заниматься футболом в клубе «Вонген». В десятилетнем возрасте перешёл в школу «Мальмё», где выступал за различные юношеские команды. Весной 2019 года вместе с Мелькером Элльборгом ездил на просмотр в итальянский «Ювентус», где несколько недель занимался с молодёжными командами клуба. В том же году стал привлекаться к тренировкам с основной командой. Летом 2020 года руководство «Мальмё» предложило первый профессиональный контракт Каллею, но стороны не смогли договориться об условиях, в результате чего игрок покинул клуб.
25 августа 2020 года на правах свободного агента подписал контракт с «Гётеборгом». Срок соглашения рассчитан на 2,5 года. 10 сентября сыграл свой первый матч в чемпионате Швеции. Во встрече с «Хаммарбю» Каллей вышел на поле в стартовом составе и в перерыве был заменён на Александра Фарнеруда. Через неделю дебютировал в еврокубках в рамках второго квалификационного раунда Лиги Европы УЕФА, выйдя с первых минут матча против датского «Копенгагена». На 69-й минуте встречи Яхья уступил место на поле Эмилю Хольму, а игра завершилась победой соперника со счётом 2:1.
31 августа 2021 года перешёл в нидерландский «Гронинген», подписав с клубом трёхлетний контракт.

## Карьера в сборной
В сентябре 2018 года в составе юношеской сборной Швеции принимал участие в товарищеском турнире четырех стран, в рамках которого принял участие в двух встречах с Норвегией и Австрией.
13 октября 2020 года дебютировал в молодёжной сборной. В матче отборочного турнира молодёжного чемпионата Европы со сборной Армении Каллей вышел на замену на 89-й минуте вместо Эрика Каля.

## Личная жизнь
Родился в шведском городе Окси, недалеко от Мальмё. Имеет гамбийское происхождение.

## Клубная статистика
| Выступление      | Выступление      | Выступление      | Лига | Лига | Кубки | Кубки | Конт. кубки | Конт. кубки | Итого | Итого |
| Клуб             | Лига             | Сезон            | Игры | Голы | Игры  | Голы  | Игры        | Голы        | Игры  | Голы  |
| ---------------- | ---------------- | ---------------- | ---- | ---- | ----- | ----- | ----------- | ----------- | ----- | ----- |
| Гётеборг         | Аллсвенскан      | 2020             | 9    | 0    | 1     | 0     | 1           | 0           | 11    | 0     |
| Гётеборг         | Аллсвенскан      | 2021             | 8    | 0    | 1     | 0     | 0           | 0           | 9     | 0     |
| Гётеборг         | Итого            | Итого            | 17   | 0    | 2     | 0     | 1           | 0           | 20    | 0     |
| Всего за карьеру | Всего за карьеру | Всего за карьеру | 17   | 0    | 2     | 0     | 1           | 0           | 20    | 0     |